# Roseto della Val-de-Marne
Il roseto della Val-de-Marne, situato a L'Haÿ-les-Roses, nei pressi di Parigi nel dipartimento della Valle della Marna (Francia), è stato il primo roseto moderno, fondato nel 1894 da Jules Gravereaux. Esso contiene circa 3 300 varietà di rosai su una superficie totale di 1,52 ha

## Storia

Stemma di L'Haÿ-les-Roses

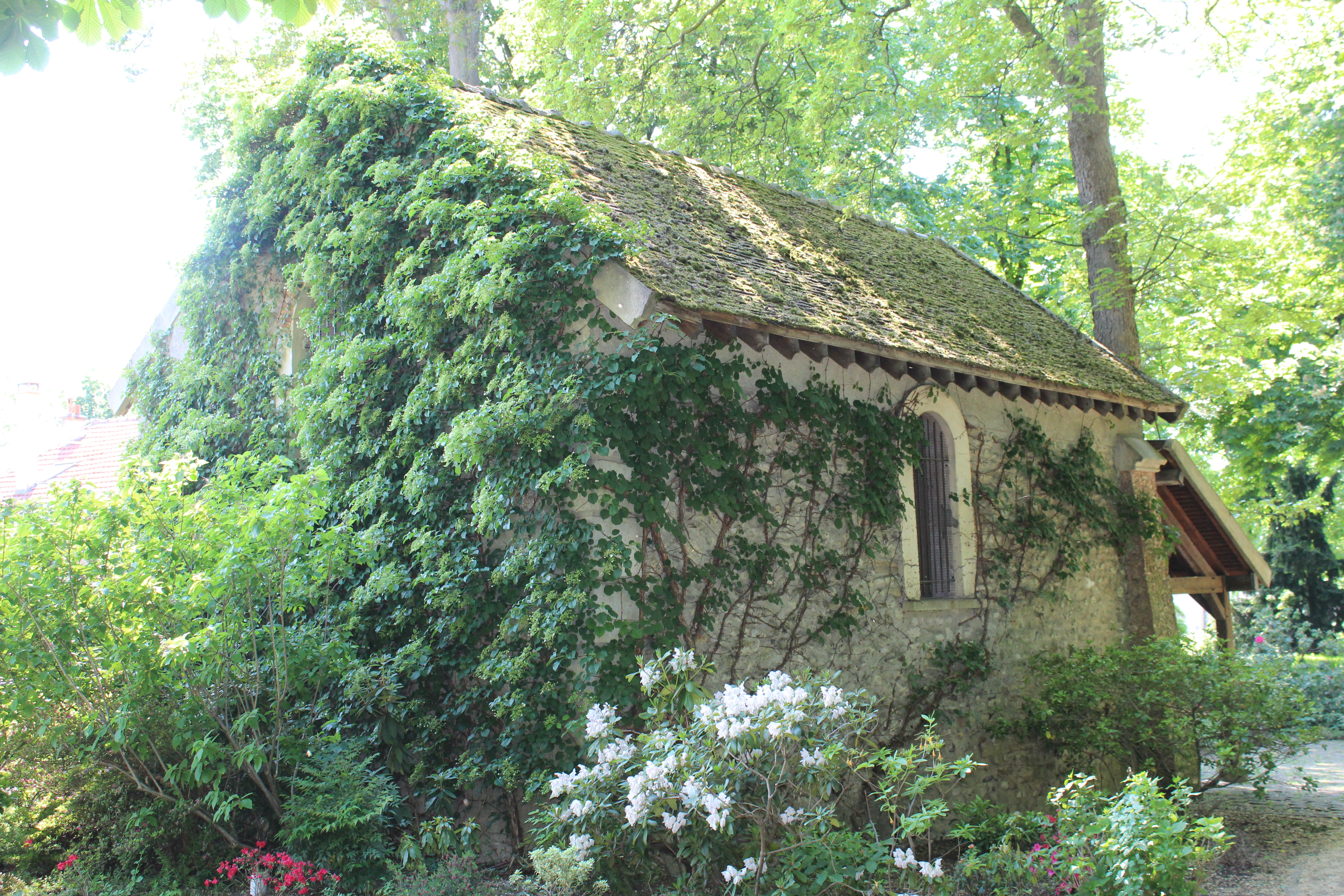
Cappella del Parco della Roseraie

Il roseto della Val-de-Marne fu creato da Jules Gravereaux (1844-1916) à L'Haÿ, piccolo comune della banlieue di Parigi, che prenderà il nome di de L'Haÿ-les-Roses nel 1914 a causa della fama già acquisita all'epoca per il roseto onorato dal suo stemma.
Quest'uomo d'affari ha riunito e collezionato centinaia di varietà diverse di rosai dal 1894. Egli fece infine un appello al celebre paesaggista Édouard André (1840-1911) per valorizzare le sue collezioni e creare un giardino consacrato interamente alla "regina dei fiori". Fu così che nacque un nuovo stile nell'arte del giardinaggio, ove la rosa costituisce l'elemento unico della decorazione vegetale: il roseto.
Al momento della sua costituzione il parco era cosparso di fabbriche, mentre ora rimane solo una cappella sconsacrata. - e il museo, lo chalet normanno, che è scomparso nel 1971 e il théâtre de verdure poco dopo il 1938.
Il giardino fu acquisito nel 1936 dal dipartimento della Senna, poi trasferito nel 1968 al dipartimento della Valle della Marna nel 1994.

## Collezioni
Nel 1894 Jules Gravereaux diede inizio alla sua collezione di rose e riuscì a riunire più di 8 000 specie e varietà. Oggi, circa 3 200 varietà formano 13 collezioni: rose selvatiche, coltivate, rose di ieri e di oggi, rose di qui e di altrove… più di 13 000 piante sono esposte al pubblico.
- Il roseto francese
costituito da aiuole di rosai intorno a uno specchio d'acqua
- Il viale della storia delle rose
riprende una selezione di rosai caratteristici dell'evoluzione della rosa.
- Il viale dei rosai botanici
presenta una collezione di rosai selvatici, così come emergono nella natura.
- Il viale dei rosai grezzi
rosai particolarmente resistenti .
- Il viale dei rosai pimprenella
presenta dei rosai detti "pimprenella", cioè il cui fogliame assomiglia a quello delle pimprenelle.
- Il giardino delle "rose galliche"
riprende tutte le varietà di rose note fino al secolo XVIII.
- Il viale delle "rose della Malmaison"
 è una copia della collezione di rose raccolte da Giuseppina Beauharnais all'inizio del XIX secolo.
- Il giardino delle "rose dell'Estremo Oriente"
 propone una collezione di rosai originari della Cina, del Giappone, dell'India, della Persia, ecc.
- Il giardino delle "antiche rose orticole"
presenta varietà di rosai creati con incroci tra rose galliche e dell'Estremo Oriente.
- Il giardino delle "rose straniere moderne"
valorizza i più belli esemplari creati da coltivatori stranieri.
- Il giardino delle "rose francesi moderne"
riprende le creazioni orticole francesi intorno al Tempio dell'Amore.
- Il viale delle "rose tee"
raggruppa varietà di rosai ottenuti nel XIX secolo, le cui rose sono pafrticolarmente profumate e paiono fiorire nelle quattro stagioni.
- Il roseto di M.me Gravereaux
 presenta dei rosai di fiori da tagliare.

Il Roseto di Val-de-Marne è stato riconosciuto nel 1991 come Collezione nazionale di antiche rose dal Conservatorio di Raccolte vegetali specializzate (CCVS). Nel 1995 il Roseto di Val-de-Marne ha inoltre ricevuto il premio Award of Garden Excellence, della Federazione mondiale delle società delle rose.
Il giardino è iscritto nell'inventario supplementare dei monumenti storici di Francia dal 2005 e dal 2011 è etichettato come "Giardino rimarchevole".